# Abbondio Marcelli
Abbondio Marcelli (Lierna, 11 febbraio 1932 – Bolzano, 7 dicembre 2015) è stato un canottiere italiano, vincitore di due titoli europei (1956, 1957).

## Biografia
Atleta del GS Moto Guzzi, Abbondio Marcelli entrò a far parte nel 1955 di un equipaggio di successo, il quattro senza di Giuseppe Moioli, Attilio Cantoni e Giovanni Zucchi, già vincitori (con Marco Carri) del titolo europeo della specialità a Amsterdam 1954. Il nuovo equipaggio trionfò agli Europei di Bled 1956, ma non riuscì a raggiungere il podio alle Olimpiadi svoltesi due mesi dopo a Melbourne, classificandosi al quarto posto.
A Duisburg 1957, Marcelli conquistò la sua seconda medaglia d'oro europea, ora come componente dell'equipaggio dell'otto, ancora al fianco di Giovanni Zucchi e Attilio Cantoni, con Franco Trincavelli, Alberto Winkler, Romano Sgheiz, Angelo Vanzin, Ellero Borgnolo e il timoniere Ivo Stefanoni.	